# Себба
Себба (фр. Sebba) — город и городская коммуна в Буркина-Фасо, в области Сахель. Административный центр провинции Яга.
Расположен в восточной части страны, недалеко от границы с Нигером, на высоте 235 м над уровнем моря.
Население городской коммуны (департамента) по данным переписи 2006 года составляет 31 938 человек. Население самого города Себба насчитывает 4259 человек. Помимо собственно города Себба городская коммуна включает ещё 18 деревень.